# Ctenotus vertebralis
Ctenotus vertebralis (малосмугий гребневухий сцинк) — вид сцинкоподібних ящірок родини сцинкових (Scincidae). Ендемік Австралії.

## Поширення і екологія
Малосмугі гребневухі сцинки мешкають на півночі Північної Території, зокрема на островах Тіві. Вони живуть в трав'янистому ярусі рідколісь, серед опалого листя та скельних виступів.